# Dotknięcie nocy
Dotknięcie nocy – polski czarno-biały film kryminalny z 1961 roku w reżyserii Stanisława Barei. Drugi chronologicznie film w dorobku Barei.

## Fabuła
Akcja toczy się w prowincjonalnym miasteczku. Fotograf Jacenko pragnie się wyrwać z szarej rzeczywistości. By zrealizować swe marzenia planuje napad na konwój z banku wiozący wypłatę do miejscowego kombinatu. Jacenko zatrzymuje konwój i z zimną krwią strzela z pistoletu do osób przewożących pieniądze. Ciężko ranna zostaje również Beata – dziewczyna fotografa i kasjerka bankowa, która nie znając jego planów, przekazywała mu informacje o pracy banku. Jacenko ukrywa łup na wysypisku śmieci. Próbując odnaleźć ukryte pieniądze, wpada w urządzoną przez milicję pułapkę.

## Obsada
- Jerzy Kozakiewicz – fotograf Roman Jacenko
- Elżbieta Kępińska – Agnieszka
- Hanna Zembrzuska – Beata, pracownica banku
- Wiesław Gołas – kapitan Prokosz
- Wanda Łuczycka – Janka, kasjerka z kombinatu
- Kazimierz Dejunowicz – woźny w banku, wynajmujący pokój Jacence
- Aleksander Dzwonkowski – pijaczek Mieloch
- Stefan Śródka – Rybicki, strażnik konwoju z kombinatu
- Kazimierz Wichniarz – sierżant Walczak
- Stanisław Wyszyński – porucznik Kelerman
- Stanisław Brejdygant – milicjant
- Bolesław Płotnicki – handlarz Jan Piterak
- Helena Gruszecka – handlarka Krystyna Piterakowa
- Irena Orzecka – staruszka

Źródła:

## Scenariusz i realizacja filmu
Scenariusz filmu powstał na kanwie zbrodni pleszewskiej, która miała miejsce 10 stycznia 1957 w Fabianowie, gdzie skazany później na karę śmierci Stanisław G. dokonał napadu na taksówkę, w której wieziono pieniądze na wypłaty dla pracowników Krotoszyńskich Zakładów Przemysłu Terenowego w Dobrzycy. Zabiwszy 4 osoby, w tym kasjerkę, sprawca zabrał pieniądze, za które kupił m.in. dom. Pistolet zdobył wcześniej, napadając na plutonowego. W Dotknięciu nocy główny bohater jest fotografem, gdy realny morderca był kierowcą samochodowym i ślusarzem. Inna zmiana w scenariuszu polegała na tym, że kasjerce towarzyszył w konwoju milicjant. Film Barei był pierwszym ekranowym kryminałem wyprodukowanym w Polsce. Zdjęcia do filmu kręcono od maja 1961 roku w Płocku i okolicach miasta, którego mieszkańcy wystąpili w roli statystów.

## Krytyka filmu
Film Barei porównywano m.in. do Popiołu i diamentu Andrzeja Wajdy oraz do Zbrodni i kary Fiodora Dostojewskiego. Walorami dzieła były dla krytyków autentyzm i dobre tempo akcji. Chwalono także role aktorów: Wiesława Gołasa, Elżbiety Kępińskiej i Hanny Zembrzuskiej. Jako słabe punkty wskazywano naiwność niektórych scen, banalność samej zbrodni oraz odegranie głównej roli przez Jerzego Kozakiewicza, którą oceniano jako zbyt egzaltowaną i odpychającą. Początkowo rolę tę miał zagrać Tadeusz Łomnicki, ale odmówił ze względu na inne zobowiązania. Po ponad dwudziestu latach Bareja spotkał Kozakiewicza na oddziale kardiologicznym i powierzył mu jedną z istotniejszych ról (kierownik produkcji Garwanko) w Zmiennikach. Poza nim i Gołasem w późniejszych filmach Barei grali występujący w Dotknięciu nocy Stefan Śródka, Bolesław Płotnicki i Wanda Łuczycka. Niektóre motywy z filmu pojawiały się później w takich dziełach jak Gangsterzy i filantropi, Zbrodniarz i panna i Przepraszam, czy tu biją?.